# Воликівський Андрій Титович
Андрі́й Ти́тович Воликі́вський (нар. 13 грудня 1888, с. Селезенівка Сквирського району — пом. 17 травня 1963, Ромни, Сумської області) — український хормейстер.

## Життєпис
Навчався в Херсоні на регентських курсах у С. О. Бармотіна.
Переїхавши до Рівного, викладав спів у жіночій гімназії, реальній школі та вчительській семінарії.
1914 — евакуювався до Ромнів, організував хор при Народному театрі, диригував там «Утоплену» М. Лисенка, «Катерину» М. Аркаса, «Гальку» С. Монюшка.
1920 — став засновником, художнім керівником та диригентом професійної Хорової капели ім. М. Леонтовича, що з 1929 року стала підрозділом Української філармонії, з якою виступали В. М. Верховинець і П. Н. Толстяков.
З 1928 року — член ревізійної комісії Всеукраїнського товариства революційних музикантів.
1941 — стає одним із засновників Українського музично-драматичного театру у Ромнах.
27 квітня 1944 року був заарештований і 7 жовтня 1944 року засуджений Військовим трибуналом військ НКВС Сумської області за ст. 54-10 ч. 2 КК УРСР до восьми років ув'язнення.
Повернувшись з ув'язнення до Ромен, став керівником хору вчителів міст (з 1962 — народного самодіяльного, з 1967 — заслуженого). Також створив чоловічий хоровий ансамбль при клубі залізничників станції Ромни.
Реабілітований 1995 року прокуратурою Сумської області.
На його честь та на честь співачки Ярини Воликівської в Ромнах вулиця Ворошилова перейменована на вулицю Воликівських.